# Andrea de Cesaris
Andrea de Cesaris (* 31. Mai 1959 in Rom; † 5. Oktober 2014 ebenda) war ein italienischer Automobilrennfahrer, der von 1980 bis 1994 Formel-1-Rennen fuhr.

## Karriere
De Cesaris kam als ehemaliger Kart-Weltmeister im Alter von 18 Jahren in die Formel 3. 1979 wechselte er in die Formel 2. Hier fuhr er für das von Ron Dennis geleitete britische Team Project Four Racing, für das er 1980 einen Sieg und zwei zweite Plätze herausfuhr. De Cesaris war 1980 Fünfter der Formel-2-Europameisterschaft.
Zum Ende des Jahres 1980 debütierte er in der Formel 1. In den folgenden 14 Jahren war er fester Bestandteil des Starterfeldes. Er fuhr in diesem Zeitraum für zehn Rennställe aus Italien, Großbritannien, Frankreich, Deutschland und der Schweiz. Zu Beginn litt er unter dem Ruf, außergewöhnlich unfallfreudig zu sein. In Italien galt de Cesaris jedenfalls in den 1980er Jahren als „Rabauke“ („bullo“). Im englischen Sprachraum wurde sein Name unter anderem mit der Namensschöpfung Andrea de Crasheris persifliert, in Deutschland wurde er als „Mozart der Zerstörung“ bezeichnet. Spätestens ab Beginn der 1990er Jahre war er allerdings als routinierter Pilot gefragt und erhielt Cockpits in solide finanzierten Rennställen wie Tyrrell oder Sauber. Andrea de Cesaris war während seiner gesamten Formel-1-Karriere eng mit dem Tabakkonzern Philip Morris verbunden, der aus dem Werbebudget seiner Marke Marlboro regelmäßig einen Großteil seiner Fahrergage finanzierte.
Andrea de Cesaris debütierte beim Großen Preis von Kanada für das Alfa-Romeo-Werksteam in der Formel 1. Er wurde als Ersatz für Vittorio Brambilla verpflichtet. Hier erreichte er den achten und beim folgenden Rennen in den USA den zehnten Startplatz, bei beiden Rennen kam er jedoch nicht ins Ziel. 1981 kehrte er zu Ron Dennis zurück, der inzwischen die Leitung des Formel-1-Teams McLaren übernommen hatte. De Cesaris erfüllte die in ihn gesetzten Erwartungen nicht; denn er kam nur einmal in die Punkteränge, als er beim Großen Preis von San Marino Sechster wurde. Mit einem Punkt beendete er die Saison als 18. der Fahrerwertung. In seiner ersten kompletten Formel-1-Saison fiel er bei vierzehn Starts achtmal aus; in sechs Fällen beschädigte er dabei sein Auto. Trainingsveranstaltungen mit eingerechnet hatte er 1981 insgesamt 18 Unfälle. Aufgrund der hohen Unfallquote verlängerte McLaren den Vertrag mit dem Italiener nicht.

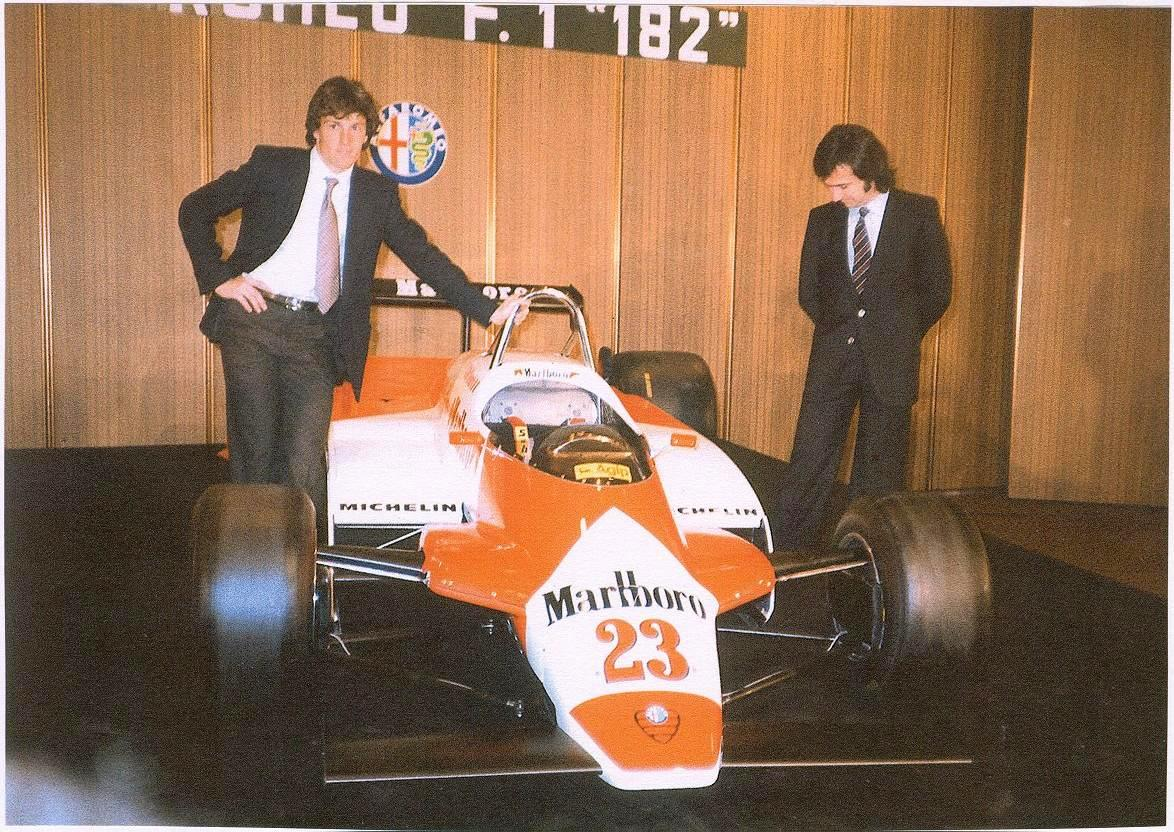
Andrea de Cesaris (links) bei der Vorstellung des Alfa Romeo 182

1982 und 1983 war de Cesaris erneut bei Alfa Romeo unter Vertrag. Er ersetzte dort Mario Andretti und kam 1982 bei 16 Rennen sechsmal ins Ziel; sein bestes Ergebnis war der dritte Platz beim Großen Preis von Monaco, zugleich seine erste Podiumsposition bei einem Formel-1-Rennen. Zudem konnte er durch eine Pole-Position in Long Beach auf sich aufmerksam machen. Im folgenden Jahr stellte Alfa Romeo auf hauseigene Turbomotoren (Tipo 890T) um. Die Saison 1983 wurde zum erfolgreichsten Jahr des italienischen Rennstalls nach seinem Formel-1-Comeback 1979. De Cesaris, der in diesem Jahr neben Mauro Baldi fuhr, erreichte mit zwei zweiten Plätzen in Deutschland und Südafrika die besten Ergebnisse für das Team und zugleich die besten Ergebnisse seiner Formel-1-Karriere. In den kommenden elf Jahren kam er nie wieder als Zweiter ins Ziel, in diesem Jahr erreichte er Rang acht der Fahrerwertung.

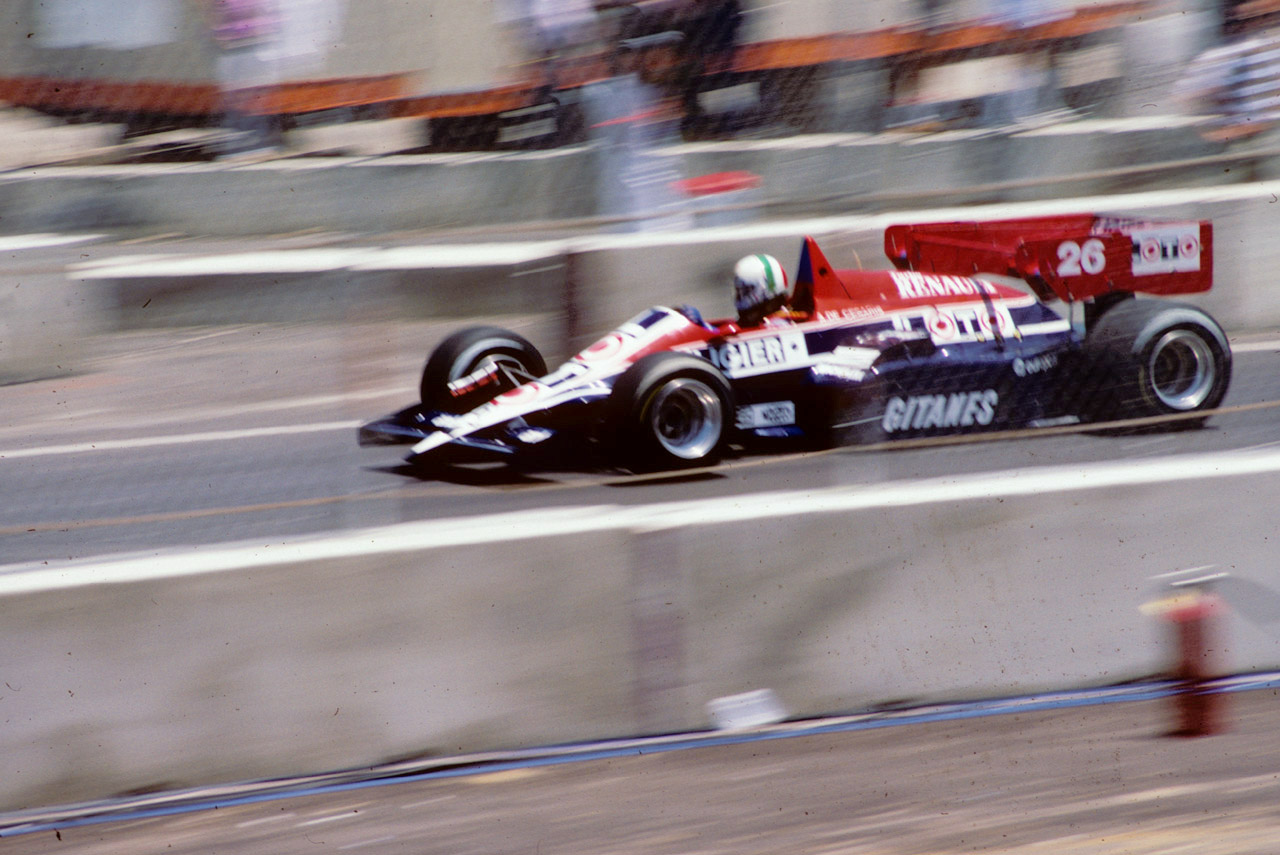
De Cesaris im Ligier, Dallas 1984

1984 und 1985 ging de Cesaris für die französische Équipe Ligier an den Start. Das Team fuhr mit Turbomotoren von Renault F1, die leistungsstark waren; nach Ansicht von Beobachtern waren Ligiers Mechaniker aber mit der komplexen Turbotechnologie überfordert. De Cesaris fügte sich nur schlecht in das französische Team ein; wiederholt kam es zu Auseinandersetzungen zwischen ihm und dem als cholerisch geltenden Teamchef Guy Ligier. 1984 und 1985 kam de Cesaris jeweils nur auf drei Weltmeisterschaftspunkte. Er fiel bei zahlreichen Rennen aus. Neben technischen Defekten, die auf sein Auto zurückzuführen waren, gab es weiterhin zahlreiche Fahrfehler. Beim Großen Preis von Österreich auf dem Österreichring verunglückte de Cesaris 1985 spektakulär. In der Texaco-Schikane kam er vom Kurs ab und gelangte mit hoher Geschwindigkeit auf das Seitengrün. Das Auto kam zunächst ins Rutschen und nach dem Kontakt mit einer Seitenbegrenzung überschlug es sich mehrfach. Sein Ligier JS25 kam schließlich mit dem Unterboden nach unten zum Stehen. Das Auto war völlig zerstört, De Cesaris aber trug keine Verletzungen davon. Er konnte sich selbst abschnallen und er legte den Rückweg in die Boxengasse zu Fuß zurück. Guy Ligier nahm den Überschlag zum Anlass, ihn zu entlassen: „Ich kann die Reparaturrechnungen, die mir dieser Mann beschert, nicht mehr bezahlen!“ Zum Großen Preis von Italien wurde er durch Philippe Streiff ersetzt, der beim letzten Rennen des Jahres in Australien als Dritter (hinter seinem zweitplatzierten Teamkollegen Laffite) ins Ziel kam.
1986 startete de Cesaris für Minardi, ein italienisches Team aus der Provinzstadt Faenza, das deutlich kleiner und schwächer aufgestellt war als die bisherigen Rennställe. Minardi war erst im Vorjahr in die Formel 1 aufgestiegen und trat 1986 erstmals mit zwei Fahrern an. De Cesaris startete neben dem Debütanten Alessandro Nannini. In den ersten 14 Rennen des Jahres fielen beide Fahrer ausnahmslos vorzeitig aus; in den meisten Fällen war dies auf technische Defekte des anfälligen und unterentwickelten Turbomotors von Motori Moderni zurückzuführen. Beim Großen Preis von Mexiko erreichte de Cesaris die erste (und beste) Zielankunft für sein Team in diesem Jahr, er wurde Achter. Im Training zum letzten Rennen des Jahres in Australien qualifizierte er sich als Elfter. Im Rennen aktivierte sich allerdings kurz nach dem Start durch eine Fehlfunktion der Feuerlöscher und legte sein Auto lahm.
1987 ging de Cesaris neben Riccardo Patrese für Brabham an den Start. Das von Bernie Ecclestone geleitete britische Traditionsteam, das noch 1983 mit Nelson Piquet den Fahrerweltmeister gestellt hatte, hatte 1986 mit einem überambitionierten und nicht ausgereiften Konzept eine desaströse Saison erlebt und stand nun kurz vor der Auflösung. De Cesaris kam bei 16 Rennen nur einmal ins Ziel, als er den Großen Preis von Belgien auf Platz drei beendete. Hier war ihm kurz vor dem Zieleinlauf das Benzin ausgegangen. De Cesaris schob das Auto über die Ziellinie und wurde dabei als Dritter gewertet. Mit Ablauf der Saison stellte Brabham den Rennbetrieb ein.
De Cesaris wechselte zum deutschen Team Rial Racing, einer Neugründung von Hans Günter Schmid, die in der Tradition des Rennstalls ATS stand. Er erklärte, er habe sich nur deshalb dem Team angeschlossen, weil das Auto von Gustav Brunner konstruiert worden war, den er für einen der besten Designer der Formel 1 hielt. Nach anderen Quellen stand ihm für die Saison 1988 keine Alternative offen. Sein Sponsor Marlboro stellte in diesem Jahr den größten Teil des Rial-Budgets. De Cesaris war der einzige Fahrer des Teams, das in der ersten Hälfte der Saison der Vorqualifikation unterlag. Er kam bei 16 Rennen viermal ins Ziel, ein weiteres Mal wurde er trotz Ausfalls gewertet, weil er eine ausreichende Distanz zurückgelegt hatte. Sein bestes Ergebnis war der vierte Platz beim Großen Preis der USA in Detroit, mit dem er für Rial im sechsten Rennen die ersten (und einzigen) Weltmeisterschaftspunkte des Jahres einfuhr. Aufgrund dieser Leistung war Rial in der zweiten Saisonhälfte von der Vorqualifikation befreit.
1989 und 1990 fuhr de Cesaris für das in Brescia ansässige Team BMS Scuderia Italia, das 1988 zuvor gegründet worden war. BMS setzte in beiden Jahren Autos ein, die von Dallara konstruiert wurden. In Kanada kam er 1989 als Dritter ins Ziel; es war das bis dahin beste Ergebnis des Teams. Im folgenden Jahr holte de Cesaris erstmals seit seinem Engagement bei Minardi keine Weltmeisterschaftspunkte. Er kam nur zweimal ins Ziel und erreichte bei seinem Heimrennen in Italien mit dem 10. Rang sein bestes Ergebnis in diesem Jahr.

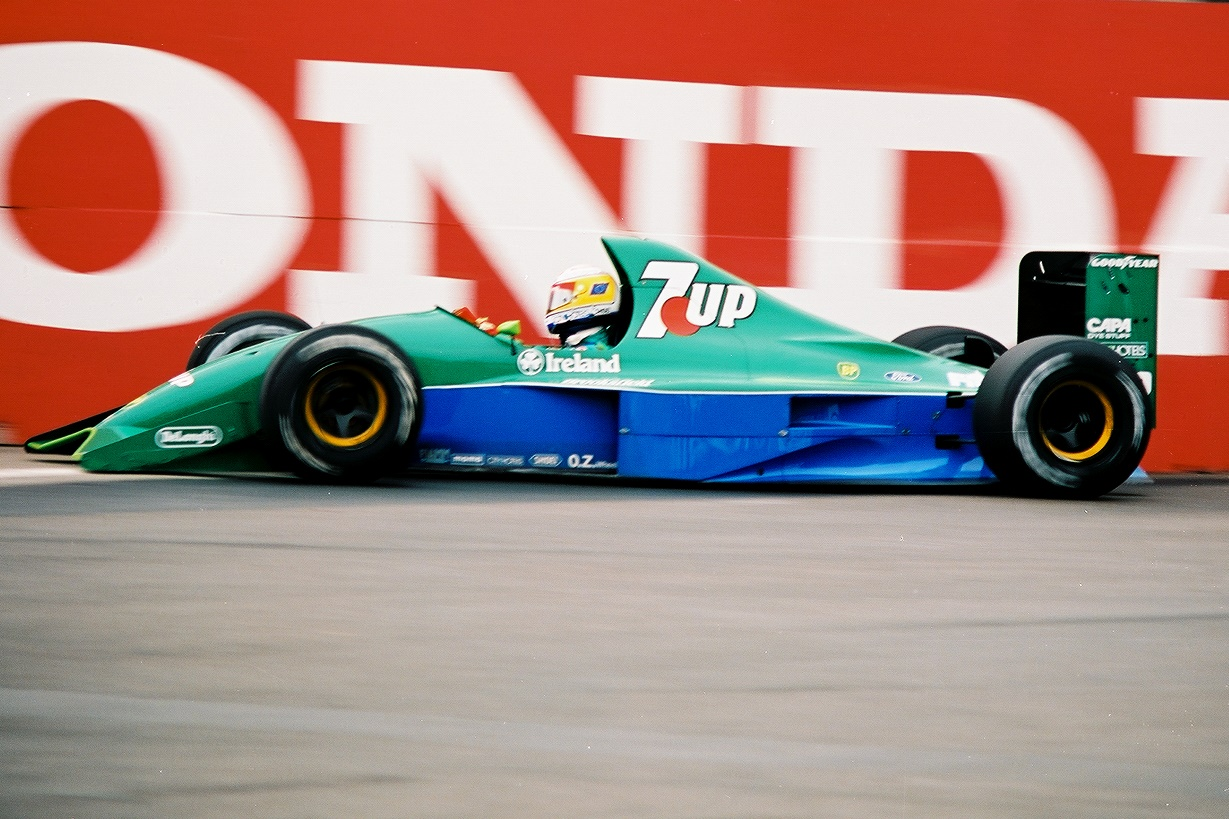
Jordan EJR 191

Zu Beginn des Jahres 1991 hatte kein etabliertes Team Interesse an einer Verpflichtung von de Cesaris. Zum Jahresanfang führte er daher Testfahrten für das wirtschaftlich angeschlagene französische Team AGS durch, das durch ihn an Sponsorengelder von Marlboro kommen wollte. Nachdem er bei einem Unfall infolge eines Fahrfehlers ein Chassis zerstört hatte, zog AGS das Vertragsangebot zurück. Etwa zur gleichen Zeit bemühte sich das ähnlich schwach aufgestellte Team Coloni mit gleicher Intention um ihn. Mehreren Quellen zufolge stand de Cesaris kurz vor einer Vertragsunterzeichnung mit Enzo Coloni, als ihm das neu gegründete irische Team Jordan Grand Prix ein Cockpit anbot. Der von Gary Anderson konstruierte Jordan 191 war ein erfolgreiches Auto. Nach anfänglichen Schwierigkeiten kam de Cesaris viermal in den Punkterängen ins Ziel. Beim Großen Preis von Belgien in Spa-Francorchamps hatte er sogar Chancen auf den Sieg, die allerdings durch einen technischen Defekt zunichtegemacht wurden. Bei diesem Rennen war er Teamkollege von Michael Schumacher, der hier sein Formel-1-Debüt gab.
Teamchef Eddie Jordan war bemüht, de Cesaris auch in der Saison 1992 zu behalten. Gegenläufige Sponsoreninteressen ließen dies allerdings nicht zu: Jordan hatte die Zigarettenmarke Barclay als Sponsor verpflichtet, die nicht zum selben Konzern gehörte wie der langjährige Geldgeber Marlboro. De Cesaris wechselte daraufhin zum Tyrrell-Team, das mit dem 020B ein konventionelles Vorjahresauto einsetzte. Neu war allerdings der Zehnzylindermotor von Ilmor. De Cesaris, der in diesem Jahr an der Seite von Olivier Grouillard an den Start ging, erreichte vier Zielankünfte in den Punkterängen. Sein bestes Ergebnis war Platz vier beim Großen Preis von Japan. Er beendete die Saison auf Rang acht der Fahrerwertung, sein bestes Ergebnis seit 1983. Er blieb bei Tyrrell, konnte aber an die Erfolge des Vorjahres nicht anknüpfen. Das Team litt unter der Leistungsschwäche des auf das Jahr 1991 zurückgehenden 020C und die Unzuverlässigkeit des Zehnzylindermotors von Yamaha. Beim ersten Rennen des Jahres in Südafrika überstand keines der Autos die erste Runde. Insgesamt gab es mit dem 020C nur vier Zielankünfte. Das beste Ergebnis eines 020C erzielte de Cesaris beim Großen Preis von Monaco, den er mit zwei Runden Rückstand als Zehnter beendete. In der zweiten Saisonhälfte setzte Tyrrell den neu entwickelten 021 ein, der allgemein als Fehlkonstruktion angesehen wurde; de Cesaris blieb ohne Weltmeisterschaftspunkte.
Zu Beginn der Saison 1994 hatte er erstmals seit 1980 kein Cockpit; mehrmals war er Lückenfüller. Im Frühjahr kehrte er zunächst für zwei Rennen zu Jordan zurück, wo er Eddie Irvine ersetzte, der als Verursacher einer Kollision vorübergehend gesperrt war. Den Großen Preis von Monaco beendete er im Jordan 194 auf Rang vier. Ab dem Großen Preis von Kanada ersetzte er bei Sauber Karl Wendlinger, der bei einem Unfall in Monaco schwer verletzt worden war. Für Sauber beendete er ein Rennen in den Punkterängen. Vor Saisonende wurde er durch JJ Lehto ersetzt.

## Tod
Andrea de Cesaris starb am 5. Oktober 2014 im Alter von 55 Jahren nach einem Motorradunfall. Er hatte auf der Autostrada A90 Grande Raccordo Anulare in Bufalotta bei Rom die Kontrolle über seine 600-cm³-Suzuki verloren, war in die Leitplanke geprallt und auf der Stelle tot.

## Statistik

### Statistik in der Formel-1-Weltmeisterschaft

#### Rekorde in der Formel 1
- Die meisten Rennen in Folge mit einem Ausfall: 18 – Großer Preis von Frankreich 1985 bis Großer Preis von Portugal 1986
- Die meisten Ausfälle in einer Saison: 1987 schied er in 15 von 16 Rennen aus
- Die meisten Ausfälle noch vor dem Start des Rennens: 11

#### Gesamtübersicht
| Saison | Team                              | Chassis         | Motor                   | Rennen | Siege | Zweiter | Dritter | Poles | schn. Rennrunden | Punkte | WM-Pos. |
| ------ | --------------------------------- | --------------- | ----------------------- | ------ | ----- | ------- | ------- | ----- | ---------------- | ------ | ------- |
| 1980   | Marlboro Team Alfa Romeo          | Alfa Romeo 179  | Alfa Romeo 1260 3.0 V12 | 2      | –     | –       | –       | –     | –                | –      | NC      |
| 1981   | Marlboro McLaren International    | McLaren M29F    | Ford 3.0 V8             | 3      | –     | –       | –       | –     | –                | 1      | 18.     |
| 1981   | Marlboro McLaren International    | McLaren M29C    | Ford 3.0 V8             | 2      | –     | –       | –       | –     | –                | 1      | 18.     |
| 1981   | Marlboro McLaren International    | McLaren MP4/1   | Ford 3.0 V8             | 9      | –     | –       | –       | –     | –                | 1      | 18.     |
| 1982   | Marlboro Team Alfa Romeo          | Alfa Romeo 179D | Alfa Romeo 1260 3.0 V12 | 1      | –     | –       | –       | –     | –                | 5      | 17.     |
| 1982   | Marlboro Team Alfa Romeo          | Alfa Romeo 182  | Alfa Romeo 1260 3.0 V12 | 14     | –     | –       | –       | 1     | –                | 5      | 17.     |
| 1982   | Marlboro Team Alfa Romeo          | Alfa Romeo 182B | Alfa Romeo 1260 3.0 V12 | 1      | –     | –       | 1       | –     | –                | 5      | 17.     |
| 1983   | Marlboro Team Alfa Romeo          | Alfa Romeo 183T | Alfa Romeo 890T 1.5 V8t | 14     | –     | 2       | –       | –     | 1                | 15     | 8.      |
| 1984   | Ligier Loto Équipe Ligier Gitanes | Ligier JS23     | Renault EF4 1.5 V6t     | 14     | –     | –       | –       | –     | –                | 3      | 18.     |
| 1984   | Ligier Loto Équipe Ligier Gitanes | Ligier JS23B    | Renault EF4 1.5 V6t     | 2      | –     | –       | –       | –     | –                | 3      | 18.     |
| 1985   | Ligier Loto Équipe Ligier Gitanes | Ligier JS25     | Renault EF4B 1.5 V6t    | 11     | –     | –       | –       | –     | –                | 3      | 17.     |
| 1986   | Minardi Team                      | Minardi M185B   | Motori Moderni 1.5 V6t  | 9      | –     | –       | –       | –     | –                | –      | NC      |
| 1986   | Minardi Team                      | Minardi M186    | Motori Moderni 1.5 V6t  | 6      | –     | –       | –       | –     | –                | –      | NC      |
| 1987   | Motor Racing Developments Ltd.    | Brabham BT56    | BMW M12 1.5 R4t         | 16     | –     | –       | 1       | –     | –                | 4      | 14.     |
| 1988   | Rial Racing                       | Rial ARC1       | Ford 3.5 V8             | 16     | –     | –       | –       | –     | –                | 3      | 15.     |
| 1989   | BMS Scuderia Italia               | Dallara Bms 189 | Ford 3.5 V8             | 15     | –     | –       | 1       | –     | –                | 4      | 16.     |
| 1990   | BMS Scuderia Italia               | Dallara F190    | Ford 3.5 V8             | 15     | –     | –       | –       | –     | –                | –      | NC      |
| 1991   | Team 7UP Jordan                   | Jordan 191      | Ford 3.5 V8             | 15     | –     | –       | –       | –     | –                | 9      | 9.      |
| 1992   | Tyrrell Racing Organisation       | Tyrell 020B     | Ilmor 3.5 V10           | 16     | –     | –       | –       | –     | –                | 8      | 9.      |
| 1993   | Tyrrell Racing Organisation       | Tyrrell 020C    | Yamaha 3.5 V10          | 8      | –     | –       | –       | –     | –                | –      | NC      |
| 1993   | Tyrrell Racing Organisation       | Tyrrell 021     | Yamaha 3.5 V10          | 8      | –     | –       | –       | –     | –                | –      | NC      |
| 1994   | Sasol Jordan                      | Jordan 194      | Hart 3.5 V10            | 2      | –     | –       | –       | –     | –                | 4      | 19.     |
| 1994   | Sauber Mercedes                   | Sauber C13      | Mercedes 3.5 V10        | 9      | –     | –       | –       | –     | –                | 4      | 19.     |
| Gesamt | Gesamt                            | Gesamt          | Gesamt                  | 208    | –     | 2       | 3       | 1     | 1                | 59     |         |

#### Einzelergebnisse
| Saison | 1   | 2   | 3   | 4   | 5   | 6   | 7   | 8   | 9   | 10  | 11  | 12  | 13  | 14  | 15  | 16 |
| ------ | --- | --- | --- | --- | --- | --- | --- | --- | --- | --- | --- | --- | --- | --- | --- | -- |
| 1980   |     |     |     |     |     |     |     |     |     |     |     |     |     |     |     |    |
|        |     |     |     |     |     |     |     |     |     |     |     | DNF | DNF |     |     |    |
| 1981   |     |     |     |     |     |     |     |     |     |     |     |     |     |     |     |    |
| DNF    | DNF | 11  | 6   | DNF | DNF | DNF | 11  | DNF | DNF | 8   | DNS | 7   | DNF | 12  |     |    |
| 1982   |     |     |     |     |     |     |     |     |     |     |     |     |     |     |     |    |
| 13     | DNF | DNF | DNF | DNF | 3   | DNF | 6   | DNF | DNF | DNF | DNF | DNF | 10  | 10  | 9   |    |
| 1983   |     |     |     |     |     |     |     |     |     |     |     |     |     |     |     |    |
| EX     | DNF | 12  | DNF | DNF | DNF | DNF | DNF | 8   | 2   | DNF | DNF | DNF | 4   | 2   |     |    |
| 1984   |     |     |     |     |     |     |     |     |     |     |     |     |     |     |     |    |
| DNF    | 5   | DNF | 6   | 10  | DNF | DNF | DNF | DNF | 10  | 7   | DNF | DNF | DNF | 7   | 12  |    |
| 1985   |     |     |     |     |     |     |     |     |     |     |     |     |     |     |     |    |
| DNF    | DNF | DNF | 4   | 14  | 10  | DNF | DNF | DNF | DNF | DNF |     |     |     |     |     |    |
| 1986   |     |     |     |     |     |     |     |     |     |     |     |     |     |     |     |    |
| DNF    | DNF | DNF | DNQ | DNF | DNF | DNF | DNF | DNF | DNF | DNF | DNF | DNF | DNF | 8   | DNF |    |
| 1987   |     |     |     |     |     |     |     |     |     |     |     |     |     |     |     |    |
| DNF    | DNF | 3   | DNF | DNF | DNF | DNF | DNF | DNF | DNF | DNF | DNF | DNF | DNF | DNF | 8   |    |
| 1988   |     |     |     |     |     |     |     |     |     |     |     |     |     |     |     |    |
| DNF    | DNF | DNF | DNF | 9   | 4   | 10  | DNF | 13  | DNF | DNF | DNF | DNF | DNF | DNF | 8   |    |
| 1989   |     |     |     |     |     |     |     |     |     |     |     |     |     |     |     |    |
| 13     | 10  | 13  | DNF | DNF | 3   | DNQ | DNF | 7   | DNF | 11  | DNF | DNF | 7   | 10  | DNF |    |
| 1990   |     |     |     |     |     |     |     |     |     |     |     |     |     |     |     |    |
| DNF    | DNF | DNF | DNF | DNF | 13  | DSQ | DNF | DNQ | DNF | DNF | 10  | DNF | DNF | DNF | DNF |    |
| 1991   |     |     |     |     |     |     |     |     |     |     |     |     |     |     |     |    |
| DNPQ   | DNF | DNF | DNF | 4   | 4   | 6   | DNF | 5   | 7   | 13  | 7   | 8   | DNF | DNF | 8   |    |
| 1992   |     |     |     |     |     |     |     |     |     |     |     |     |     |     |     |    |
| DNF    | 5   | DNF | DNF | 14  | DNF | 5   | DNF | DNF | DNF | 8   | 8   | 6   | 9   | 4   | DNF |    |
| 1993   |     |     |     |     |     |     |     |     |     |     |     |     |     |     |     |    |
| DNF    | DNF | DNF | DNF | DSQ | 10  | DNF | 15  | NC  | DNF | 11  | DNF | 13  | 12  | DNF | 13  |    |
| 1994   |     |     |     |     |     |     |     |     |     |     |     |     |     |     |     |    |
|        |     | DNF | 4   |     | DNF | 6   | DNF | DNF | DNF | DNF | DNF | DNF | DNF |     |     |    |

| Legende  | Legende            | Legende                                                          |
| Farbe    | Abkürzung          | Bedeutung                                                        |
| -------- | ------------------ | ---------------------------------------------------------------- |
| Gold     | –                  | Sieg                                                             |
| Silber   | –                  | 2. Platz                                                         |
| Bronze   | –                  | 3. Platz                                                         |
| Grün     | –                  | Platzierung in den Punkten                                       |
| Blau     | –                  | Klassifiziert außerhalb der Punkteränge                          |
| Violett  | DNF                | Rennen nicht beendet (did not finish)                            |
| Violett  | NC                 | nicht klassifiziert (not classified)                             |
| Rot      | DNQ                | nicht qualifiziert (did not qualify)                             |
| Rot      | DNPQ               | in Vorqualifikation gescheitert (did not pre-qualify)            |
| Schwarz  | DSQ                | disqualifiziert (disqualified)                                   |
| Weiß     | DNS                | nicht am Start (did not start)                                   |
| Weiß     | WD                 | zurückgezogen (withdrawn)                                        |
| Hellblau | PO                 | nur am Training teilgenommen (practiced only)                    |
| Hellblau | TD                 | Freitags-Testfahrer (test driver)                                |
| ohne     | DNP                | nicht am Training teilgenommen (did not practice)                |
| ohne     | INJ                | verletzt oder krank (injured)                                    |
| ohne     | EX                 | ausgeschlossen (excluded)                                        |
| ohne     | DNA                | nicht erschienen (did not arrive)                                |
| ohne     | C                  | Rennen abgesagt (cancelled)                                      |
| ohne     | keine WM-Teilnahme |                                                                  |
| sonstige | P/fett             | Pole-Position                                                    |
| sonstige | 1/2/3/4/5/6/7/8    | Punktplatzierung im Sprint-/Qualifikationsrennen                 |
| sonstige | SR/kursiv          | Schnellste Rennrunde                                             |
| sonstige | *                  | nicht im Ziel, aufgrund der zurückgelegten Distanz aber gewertet |
| sonstige | ()                 | Streichresultate                                                 |
| sonstige | unterstrichen      | Führender in der Gesamtwertung                                   |